# Station Hasbergen
Station Hasbergen (Bahnhof Hasbergen) is een spoorwegstation in de Duitse plaats Hasbergen, in de deelstaat Nedersaksen. Het station ligt ten zuidwesten van Osnabrück aan de Spoorlijn Wanne-Eickel - Hamburg.

## Geschiedenis

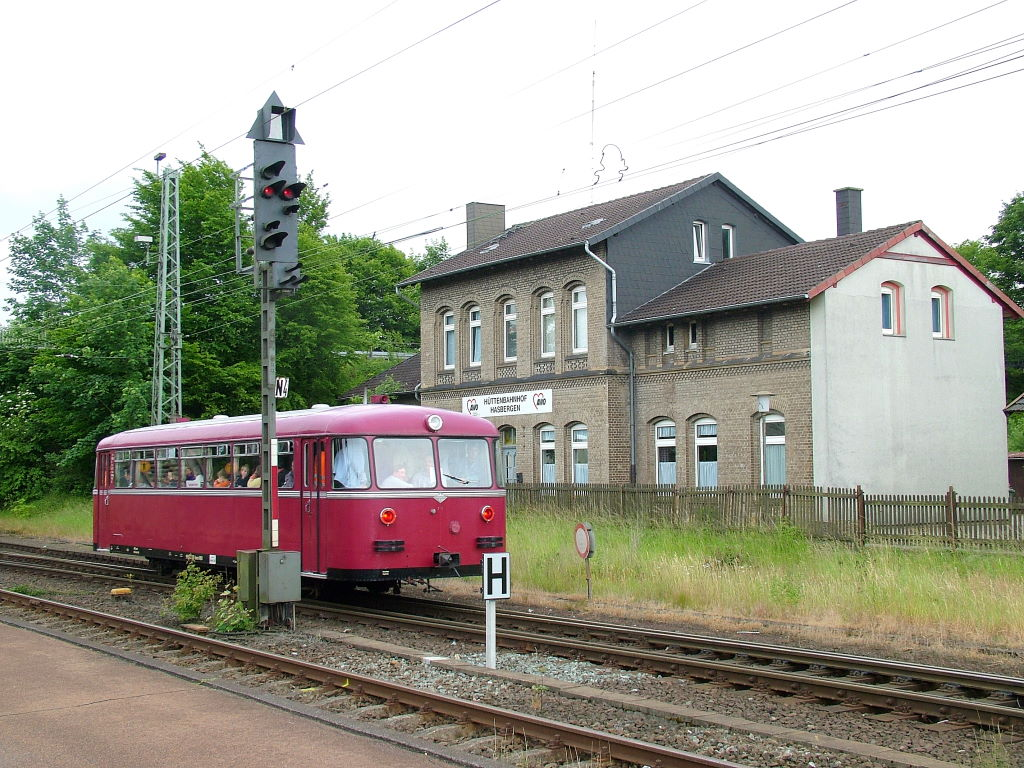
Voormalig stationsgebouw van GMBHV, met op de voorgrond een railbus

Hasbergen had in het jaar 1870, met de opening van de spoorlijn naar Osnabrück door de Köln-Mindener Eisenbahngesellschaft (CME), een verbinding met het spoorwegnetwerk. Gelijktijdig werd ook de spoorlijn naar Georgmarienhütte door de Georgs-Marien-Bergwerks- und Hüttenverein (GMBHV) geopend. Ten zuidwesten van Hasbergen ontmoeten de spoorlijnen elkaar, hier bouwde beide spoorwegmaatschappijen (CME en GMBHV) in eerste instantie een eigen station. Ten westen van de stations was uitwisseling tussen de spoorlijnen mogelijk door een goederenemplacement. Naast het bescheiden reizigersvervoer diende het station ook voor de bereikbaarheid van goederen naar Georgsmarienhütte voor het vervoer van ijzererts en kolen evenals het vervoer van de verwerkte producten. Eerst werd ook het trajectdeel naar Osnabrück als eilandbedrijf met treinen van Georgsmarienhütten-Eisenbahn gereden. In september 1871 werd ook het andere deel van het CME-traject tussen Hasbergen en Münster geopend en nam de CME al het vervoer weer in eigen hand.
In 1887 opende de GMBHV de Perm-Bahn tussen Hasbergen en de kolenmijn Perm, die evenals voor het ertsvervoer naar Georgsmarienhütte diende, maar ook op 1889 voor het reizigersvervoer gebruikt. Na de sluiting van de kolenmijn volgde de spoorlijn in het jaar 1926.
In de Tweede Wereldoorlog was Osnabrück wederom doelwit voor geallieerde luchtaanvallen, hierdoor was de Deutsche Reichsbahn genoodzaakt, een bypass om Osnabrück Hauptbahnhof te realiseren. Een boog werd over het tracé van de voormalige Perm-Bahn van Hasbergen naar Velpe aangelegd en tussen 1944 en 1946 door reizigers- en goederentreinen gebruikt. In het jaar 1949 werd dit tracé afgebroken.
Met de stillegging van reizigersvervoer op de spoorlijn naar Georgsmarienhütte werd de aan de zuidzijde gelegen perronsporen en station overbodig en gesloten.
In het jaar 2010 en 2011 werd dit voormalig stationsgebouw heringericht. Vanaf 2011 zijn er kantoren in het gebouw gevestigd. In het verlengde van de herinrichting werd ook het stationsplein onder handen genomen en opnieuw aangelegd.

## Huidige bediening
Het station Hasbergen wordt sinds 2007 door de Regionalbahnlijn RB 66 bediend, deze rijdt in een uursfrequentie tussen Osnabrück en Münster. De lijn wordt vanaf december 2007, als onderdeel van de Teutoburger-Wald-Netzes, door de Westfalenbahn (WFB) bedient en is in 2017 overgenomen door Eurobahn van Keolis. Na de overname met de concessie door Keolis is de uitval op Hasbergen en andere stations zodanig hoog geweest dat de Nahverkehrsverbund Westfalen-Lippe de concessie dreigde af te nemen.
Tevens stopt sinds 2018 ook de RegionalExpress lijn RE 2 tussen Osnabrück en Düsseldorf op station Hasbergen, ook in uursfrequentie. Samen met de RB 66 rijdt hier eenhalfuursfrequentie op het station.
Het station heeft drie perronsporen, waarvan twee perronsporen aan een eilandperron ligt. Eén perronspoor wordt niet in de huidige dienstregeling gebruikt.
| Serie | Treinsoort                      | Route | Bijzonderheden      |
| ----- | ------------------------------- | --- | ------------------- |
| RE 2  | Regional-Express (DB Regio NRW) | Osnabrück Hbf – Hasbergen – Münster Hbf – Recklinghausen Hbf – Wanne-Eickel Hbf – Gelsenkirchen Hbf – Essen Hbf – Duisburg Hbf – Düsseldorf Hbf | Rhein-Haard-Express |
| RB 66 | Regionalbahn (eurobahn)         | Münster Hbf – Lengerich (Westf) – Hasbergen – Osnabrück Hbf                                                                                     | Teuto-Bahn          |

Station Hasbergen wordt diverse malen per dag gebruikt om goederentreinen te keren. DB Cargo rijdt doordeweeks 2 heen-en-weer ritten per dag tussen  en Georgsmarienhütte. Dit zijn EKZ53218 (vertrek 11:27 uit Osnabrück) en EKZ43620 (vertrek 11:22 uit Osnabrück) naar Georgsmarienhütte, en EKZ53619 (vertrek 14:30 uit Georgsmarienhütte) en EKZ53621 (vertrek 0:30 uit Georgsmarienhütte) naar Osnabrück. Ook VTG rijdt tussen Osnabrück en Georgsmarienhütte, waarbij 1 vaste dagelijkse rit en 1 rit die enkel rijdt op verzoek.
Ook passeren er diverse doorgaande goederentreinen tussen Osnabrück, Lengerich en Münster.
Het voormalige stationsgebouw van de Deutsche Bahn werd in 2011 aan de gemeente Hasbergen verkocht en volledig gerestaureerd. Sindsdien is het station met zijn zandstenengevels weer een blikvanger in het straatbeeld. De omgeving van het station werd vernieuwd, tevens aangevuld nieuwe met Parkeer en Reisplaatsen. Daardoor verviel de bushalte die zich direct bij de uitgang van het station bevond. Ongeveer 300 meter verder is een centrale busstation gebouwd voor alle lijnen in de richting van Osnabrück en Hagen.